# Manilkara concolor
Manilkara concolor är en tvåhjärtbladig växtart som först beskrevs av William Henry Harvey, och fick sitt nu gällande namn av Gerstner. Manilkara concolor ingår i släktet Manilkara och familjen Sapotaceae. Inga underarter finns listade i Catalogue of Life.